# 碱柜站
碱柜站位于中华人民共和国内蒙古自治区鄂尔多斯市鄂托克旗蒙西镇碱柜村，是包兰铁路上的一个铁路车站，建于1958年，现仅办理货运业务，车站及其上下行区间均为电气化区段。车站距离包头站332公里，隶属呼和浩特局集团乌海车务段，是四等站。